# Donax gouldii
Donax gouldii is een tweekleppigensoort uit de familie van de Donacidae. De wetenschappelijke naam van de soort is voor het eerst geldig gepubliceerd in 1921 door Dall.

Rechter klep
Linker klep